# Dimitris Pelkas
Dimitris Pelkas (em grego: Δημήτριος Πέλκας; Giannitsa, 26 de outubro de 1993) é um futebolista grego que atua como meia-atacante. Atualmente defende o PAOK.

## Carreira

### PAOK
Dimitris Pelkas se profissionalizou no PAOK, em 2012.

## Títulos
PAOK
- Super Liga Grega: 2018–19[1]
- Copa da Grécia: 2016–17, 2017–18[1]